# タグラ語
タグラ語（タグラご、Tagula）またはスーデスト語（スーデストご、Sudest、Sud-Est）とは、主にパプアニューギニアのタグラ島で話されている言語である。別名の一つであるVanatinaは、タグラ語でタグラ島を表すVanatïnaに由来する。全話者の7割が英語も併用する。

## 研究史
タグラ語の単語リスト自体は1890年の時点で既に作成されている。シドニー・H・レイはアームストロング（W.E. Armstrong）による報告（1923年）やそれ以前にストロング（W.M. Strong）によって収集されたデータを踏まえた上で、1938年の著作においてタグラ語の文法や語彙は非常にメラネシア語的であるとしている。その後タグラ語についての情報はLithgow (1976) やAnderson (1992) などで断片的なものが伝えられるのみであったが、2002年にPamela方言に基づく包括的な文法解説が発表された。
現在タグラ語に最も系統が近いとされている言語はタグラ島西部やその近隣の島々で話されているニモア語（またはニモワ語 (Nimowa)）である。

## 方言
タグラ語には様々な方言が存在する。複数の文献において確認できるものは以下の通りである。
- Pamela方言[1][2]
- Eastern Point方言[1][2]
- Rambuso方言[1][2]
- Rewa方言[1][6]
- Griffin Point方言[1][2][6]
- Jelewaga方言[1][2]

## 音韻論
音韻の記号と異なる正書法が用いられる場合、表中の括弧内にその表記を示す。

### 子音
|          |          |          | 両唇音       | 両唇音     | 歯茎音     | 硬口蓋音 | 軟口蓋音    | 軟口蓋音      |
| 唇音化   |          |          | 唇音化       |            | 歯茎音     | 硬口蓋音 |             |               |
| -------- | -------- | -------- | ------------ | ---------- | ---------- | -------- | ----------- | ------------- |
| 閉鎖音   | 無声     | 無声     | /pʷ/（pw）   | /p/        | /t/        |          | /k/         | /kʷ/（kw）    |
| 閉鎖音   | 有声     |          | /bʷ/（bw）   | /b/        | /d/        | j        | /ɡ/         | /ɡʷ/（gw）    |
| 閉鎖音   | 有声     | 前鼻音化 | /mbʷ/（mbw） | /mb/（mb） | /nd/（nd） | ñj（nj） | /ŋɡ/（ngg） | /ŋɡʷ/（nggw） |
| 摩擦音   | 有声     | 有声     | vʷ（vw）     | v          | /ð/（th）  |          | /ɣ/（gh）   | /ɣʷ/（ghw）   |
| 摩擦音   | 無声     | 無声     |              |            | /s/        |          |             |               |
| 鼻音     | 鼻音     | 鼻音     | /mʷ/（mw）   | /m/        | /n/        | ñ（ny）  | /ŋ/（ng）   | /ŋʷ/（ngw）   |
| ふるえ音 | ふるえ音 | ふるえ音 |              |            | /r/        |          |             |               |
| 側面音   | 側面音   | 側面音   |              |            | /l/        |          |             |               |
| 半母音   | 半母音   | 半母音   | /w/          |            |            | y        |             |               |

このうち/vʷ/、/v/は本来は両唇音、つまり[βʷ]や[β]で発音されていたが、リンガフランカである英語の影響により唇歯音[vʷ]、[v]で調音されるようになりつつある。
なお、ストロングやアームストロングは上記の表中のものに当てはまるか判然としない音素の報告も行っている。ストロングが報告したものは、具体的には以下の通りである。
- 鼻音
  - n: 「舌をtやdの位置に置き、口を開けずに鼻を通る継続的な音とすることにより形成される」。ストロングはこの音素がnanderu 〈いいえ〉の語頭に用いられているとしている[9]。
  - m: 「pやbの位置で唇が閉じられた状態のまま鼻を通る継続的な音とすることにより形成される」
  - ng: 「鼻孔と口の両方が開いた状態で発音される喉音（半母音）の鼻音である」
- 摩擦音
  - f: 北西方言に現れる。
  - z[10]: 「tやdの位置に近いが気道を閉鎖するどころか摩擦音をなす程度にすら及ばないほど不十分な閉じ方の口による半母音の様に思われた」。

一方、アームストロングが報告を行ったものは以下の通りである。
- 硬口蓋音
  - ch: cheni- 〈皮〉
- 摩擦音
  - ph, phw: hやpwも用いる。ストロングのfに相当する。
  - dh: ストロングのzに相当する。

### 母音
|    | 前舌 | 中舌     | 後舌 |
| -- | ---- | -------- | ---- |
| 高 | /i/  |          | /u/  |
| 中 | /e/  | /ə/（ï） | /o/  |
| 低 |      | /a/      |      |

この他にoaやòと記される英語のbroadのoa、つまり/ɔː/に相当する音素やドイツ語と同様に発音されるöとü、すなわち/œ/-/øː/や/ʏ/-/yː/に相当する音素も報告されている。

### 強勢
少なくともPamela方言の強勢は最後から二番目の音節に置かれる。

## 文法

### 名詞
複数形は単数形と同形である場合が大多数であるが、インドネシア語のように同じ語を繰り返すことや、全く異なる語を用いることにより複数である事を表現するものも存在する。

### 代名詞
タグラ語では他のいわゆるメラネシア語と同様に、代名詞は場合によって独立形か接辞の形態をとる。数は単数と複数を、人称は一人称、二人称、三人称を区別し、このうち一人称には包括形と除外形の区別が見られる。
親族名称や身体部位を表す名詞には代名詞が所有接尾辞として付加される。
- 例: rama-nggu 〈私の父〉（Pamela方言）

（グロス: 父-所有・一人称単数）
この他に主語を表す接頭辞的な要素や、目的語を表す接尾辞的な要素が存在する。

### 助数詞
名詞の意味の特徴に応じた様々な形の助数詞が存在し、「名詞 助数詞-接尾辞型の数詞」の語順で「…個の何々」を表す。
二種類の資料を比較した際に、音韻の類似性や用いられる語の共通性が特に高いものを以下に挙げる。
| 助数詞                    | 助数詞     | 用いられる語の傾向                                  | 語例             | 使用例                            | 使用例                                                           |
| Griffin Point方言（推定） | Pamela方言 | 用いられる語の傾向                                  | 語例             | Griffin Point方言（推定）         | Pamela方言                                                       |
| ------------------------- | ---------- | --------------------------------------------------- | ---------------- | --------------------------------- | ---------------------------------------------------------------- |
| ombo-                     | umbo-      | 動植物                                              | バナナ、豚       | waruwaru ombo-iwo 〈2本のバナナ〉 | kunumwana umbo-lima 〈5本のバナナ〉 mbombo umbo-varï 〈4匹の豚〉 |
|                           |            |                                                     |                  |                                   |                                                                  |
| ui-                       | uye-       | 房                                                  | バナナ、ナッツ類 | waruwaru ui-iwo 〈2房のバナナ〉   | kunumwana uye-ra 〈1房のバナナ〉                                 |
|                           |            |                                                     |                  |                                   |                                                                  |
| enga-                     | angga-     | いくつも重なるもの / 長いか細い、あるいは平たいもの | ワニ             | -                                 | waragoi angga-lima 〈5匹のワニ〉                                 |
|                           |            |                                                     |                  |                                   |                                                                  |
| man-                      | man-       | 鳥                                                  | 鳥               | -                                 | ma man-ye-iwo na man-iwo 〈22羽の鳥〉                            |

### 語順
動詞が存在する文の場合、基本的にはSVOの順となる。
形容詞や数詞に指示代名詞、そして関係節といった修飾語（句）の大半は名詞の後ろに来る。

## 関連書籍
- Anderson, Mike (1992). "Object classifying morphemes in Sudest." In Language and Linguistics in Melanesia, 23, pp. 193–198.
- Armstrong, W.E. (1923). "Report on anthropology of South-Eastern Division (excluding Woodlark Is.), Engineer Group, Bosilai, East Cape, Normanby Is. (South Coast), Fergusson Island (Morima)." In Papua Annual Report for the Year 1921–1922, pp. 26–39.
- Lithgow, David R. (1976). "Austronesian languages: Milne Bay and adjacent islands." In S. A. Wurm (ed.) New Guniea area languages and language study 2: Austronesian languages, pp. 441–523. Pacific Linguistics, C-39.

辞書:
- Anderson, Michael (1990). Sudest-English dictionary.